# Gerhard Schäfer (Publizist)
Gerhard Schäfer (* 1949 in Wolfershausen) ist ein deutscher Sozialwissenschaftler und Publizist.

## Leben
Schäfer studierte Politikwissenschaft, Soziologie, Geschichte, Pädagogik und Anglistik an der Universität Marburg und war wissenschaftlicher Mitarbeiter ebendort. Er war von 1976 bis 2012 als Lehrer, zuletzt Studienrat, bei Bremen tätig und wirkt als freiberuflicher, wissenschaftlicher Publizist (Handbuch deutscher Rechtsextremismus, Das Argument, JahrBuch für Forschungen zur Geschichte der Arbeiterbewegung, Jahrbuch für Soziologiegeschichte, Blätter für deutsche und internationale Politik, Soziologie,  u. a.). Schäfer veröffentlichte im Bereich Soziologiegeschichte, insbesondere zu Werk und Biografie von Helmut Schelsky, Politische Soziologie und Studentenverbindungen. Er lebt in Bremen.

## Schriften (Auswahl)
- Studentische Korporationen. Anachronismus an bundesdeutschen Universitäten? Achenbach, Lollar 1977, ISBN 3-87958-151-7.
- (Hrsg. mit Ludwig Elm, Dietrich Heither): Füxe, Burschen, Alte Herren. Studentische Korporationen vom Wartburgfest bis heute. PapyRossa, Köln 1992, ISBN 3-89438-050-0.
- (mit Dietrich Heither, Michael Gehler, Alexandra Kurth): Blut und Paukboden. Eine Geschichte der Burschenschaften. Fischer, Frankfurt am Main 1997, ISBN 3-596-13378-5.
- (Hrsg. mit Stephan Moebius): Soziologie als Gesellschaftskritik. Wider den Verlust einer aktuellen Tradition. Festschrift für Lothar Peter. VSA Verlag, Hamburg 2006, ISBN 3-89965-175-8.
- Soziologie ohne Marx. Helmut Schelsky als „Starsoziologe“ und Intellektueller im Hamburg der 1950er Jahre. VSA Verlag, Hamburg 2015, ISBN 978-3-89965-981-8.